# Eugene Fuller
Eugene Fuller (* 8. Mai 1858 in Wayland, Massachusetts; † 4. Juni 1930) war ein US-amerikanischer Urologe.
Fuller studierte an der Harvard University Medizin mit dem Abschluss 1884. Danach reiste er zwei Jahre durch Europa einschließlich dem Balkan und Russland um Universitäten und Hospitäler zu besuchen. Nach seiner Rückkehr wurde er in New York Assistent des Urologen Edward L. Keyes. 1890 heiratete er und ließ sich in Murray Hill in New York als Urologe nieder mit eigener Praxis. Er verfasste Lehrbücher und wurde Instructor für Geschlechtskrankheiten an der New York Postgraduate Medical School und war am Post Graduate Hospital.
1910 war er Präsident der American Urological Association.
Ihm gelangen Fortschritte bei der Prostatachirurgie (komplette transvesikale Enukleation, suprapubische Prostatektomie, also über einen Bauchschnitt), worüber er 1895 veröffentlichte. Weitere Verbreitung fand seine Methode erst durch Peter Johnston Freyer (1852–1921) in London.
1977 stiftete die American Urological Association den Eugene Fuller Triennial Prostate Award.

## Schriften
- Disorders of the male sexual organs, Philadelphia 1895
- Diseases of the genito-urinary system: a thorough treatise on urinary and sexual surgery, London: Macmillan 1900